# Telmo Zarra
Telmo Zarraonandia Montoya (20 ianuarie 1921 – 23 februarie 2006), cunoscut ca Zarra (bască: [ˈs̻ara], spaniolă: [ˈθara]), a fost un fotbalist basc spaniol, care evolua pe poziția de atacant. Majoritatea carierei sale a petrecut-o la Athletic Bilbao între 1940 și 1955, pentru care a rămas golgheter all-time cu 335 de goluri.

## Statistici

### Goluri internaționale
| Gol | Data             | Stadion                                     | Oponent                    | Scor | Rezultat | Competiția                            |
| --- | ---------------- | ------------------------------------------- | -------------------------- | ---- | -------- | ------------------------------------- |
| 1.  | 6 May 1945       | Unknown, Riazor, Spania                     | Portugalia                 | 1–1  | 4–2      | Meci amical                           |
| 2.  | 6 May 1945       | Unknown, Riazor, Spania                     | Portugalia                 | 2–1  | 4–2      | Meci amical                           |
| 3.  | 2 March 1947     | Unknown, Riazor, Spania                     | Irlanda                    | 1–2  | 2–3      | Meci amical                           |
| 4.  | 2 March 1947     | Unknown, Dalymount Park, Dublin             | Irlanda                    | 2–2  | 2–3      | Meci amical                           |
| 5.  | 20 March 1949    | Unknown, Jamor, Oeiras                      | Portugalia                 | 1–0  | 1–1      | Meci amical                           |
| 6.  | 12 June 1949     | Unknown, Riazor, Spania                     | Irlanda                    | 1–1  | 4–1      | Meci amical                           |
| 7.  | 12 June 1949     | Unknown, Dalymount Park, Dublin             | Irlanda                    | 3–1  | 4–1      | Meci amical                           |
| 8.  | 2 April 1950     | Nuevo Estadio Chamartín, Madrid, Spania     | Portugalia                 | 1–0  | 5–1      | Meci amical                           |
| 9.  | 2 April 1950     | Nuevo Estadio Chamartín, Madrid, Spania     | Portugalia                 | 3–1  | 5–1      | 1950 W.C.                             |
| 10. | 25 June 1950     | Estádio Vila Capanema, Curitiba, Brazil     | Statele Unite ale Americii | 3–1  | 3–1      | Campionatul Mondial de Fotbal 1950 GS |
| 11. | 29 June 1950     | Estádio do Maracanã, Rio de Janeiro, Brazil | Chile                      | 2–0  | 2–0      | Campionatul Mondial de Fotbal 1950 GS |
| 12. | 2 July 1950      | Estádio do Maracanã, Rio de Janeiro, Brazil | Anglia                     | 1–0  | 1–0      | Campionatul Mondial de Fotbal 1950 GS |
| 13. | 13 July 1950     | Estádio do Maracanã, Rio de Janeiro, Brazil | Brazilia                   | 1–6  | 1–6      | Campionatul Mondial de Fotbal 1990 FS |
| 14. | 16 July 1950     | Pacaembu, São Paulo, Brazil                 | Suedia                     | 1–3  | 1–3      | Campionatul Mondial de Fotbal 1990 FS |
| 15. | 18 February 1951 | Nuevo Estadio Chamartín, Madrid, Spania     | Elveția                    | 2–1  | 6–3      | Meci amical                           |
| 16. | 18 February 1951 | Nuevo Estadio Chamartín, Madrid, Spania     | Elveția                    | 3–2  | 6–3      | Meci amical                           |
| 17. | 18 February 1951 | Nuevo Estadio Chamartín, Madrid, Spania     | Elveția                    | 4–2  | 6–3      | Meci amical                           |
| 18. | 18 February 1951 | Nuevo Estadio Chamartín, Madrid, Spania     | Elveția                    | 6–3  | 6–3      | Meci amical                           |
| 19. | 10 June 1951     | Heizelstadion, Brussels, Belgium            | Belgia                     | 2–3  | 3–3      | Meci amical                           |
| 20. | 10 June 1951     | Nuevo Estadio Chamartín, Brussels, Belgium  | Belgia                     | 3–3  | 3–3      | Meci amical                           |

### Club
|              |                 |                  | Campionat | Campionat | Cupă         | Cupă         | Total   | Total  |
| Sezon        | Club            | Campionat        | Meciuri   | Goluri    | Meciuri      | Goluri       | Meciuri | Goluri |
| Spain        | Spain           | Spain            | League    | League    | Copa del Rey | Copa del Rey | Total   | Total  |
| ------------ | --------------- | ---------------- | --------- | --------- | ------------ | ------------ | ------- | ------ |
| 1939–40      | Erandio         | Segunda División | -         | -         | -            | -            | -       | -      |
| 1940–41      | Athletic Bilbao | Primera División | 8         | 6         | 0            | 0            | 8       | 6      |
| 1941–42      | Athletic Bilbao | Primera División | 20        | 15        | 8            | 11           | 28      | 26     |
| 1942–43      | Athletic Bilbao | Primera División | 17        | 17        | 8            | 8            | 25      | 25     |
| 1943–44      | Athletic Bilbao | Primera División | 21        | 12        | 10           | 10           | 31      | 22     |
| 1944–45      | Athletic Bilbao | Primera División | 26        | 20        | 9            | 14           | 35      | 34     |
| 1945–46      | Athletic Bilbao | Primera División | 18        | 24        | 2            | 0            | 20      | 24     |
| 1946–47      | Athletic Bilbao | Primera División | 24        | 33        | 6            | 3            | 30      | 36     |
| 1947–48      | Athletic Bilbao | Primera División | 16        | 9         | 0            | 0            | 16      | 9      |
| 1948–49      | Athletic Bilbao | Primera División | 26        | 22        | 10           | 9            | 36      | 31     |
| 1949–50      | Athletic Bilbao | Primera División | 26        | 24        | 7            | 13           | 33      | 37     |
| 1950–51      | Athletic Bilbao | Primera División | 30        | 38        | 6            | 8            | 36      | 46     |
| 1951–52      | Athletic Bilbao | Primera División | 5         | 3         | 0            | 0            | 5       | 3      |
| 1952–53      | Athletic Bilbao | Primera División | 29        | 24        | 7            | 5            | 36      | 29     |
| 1953–54      | Athletic Bilbao | Primera División | 5         | 2         | 1            | 0            | 6       | 2      |
| 1954–55      | Athletic Bilbao | Primera División | 6         | 2         | 0            | 0            | 6       | 2      |
| 1955–56      | Indautxu        | Segunda División | -         | -         | -            | -            | -       | -      |
| 1956–57      | Barakaldo       | Segunda División | -         | -         | -            | -            | -       | -      |
| Career total | Career total    | Career total     | 277       | 251       | 74           | 81           | 351     | 332    |

## Palmares

### Club
Athletic Bilbao
- La Liga: 1943.
- Copa del Rey: 1943, 1944, 1945, 1950, 1955.

### Individual
- Trofeul Pichichi: 1944–45, 1945–46, 1946–47, 1949–50, 1950–51, 1952–53
- Golden Pichichi Trophy: 2003.

### Decorații
- Sports Merit Medal
- Shiny gold badge of Málaga CF
- Silver badge of Deportivo de La Coruña

### Dedicații post-mortem
- Trofeul Zarra

### Recorduri
- Golgheter all-time în La Liga (253 goluri)
- Golgheter all-time în Copa del Rey (81 goluri)
- Golgheter all-time în istoria lui Athletic Club (333 goluri)
- Cele mai multe trofee Pichichi (6)
- Cele mai multe goluri într-o finală Copa del Rey (4)